# جمال الدين الريمي
جمال الدين الريمي هو محمد بن عبد الله بن أبي بكر الحثيثى الريمي، (710هـ- 792هـ).عالم مسلم، وفقيه محقق، مؤلف كتاب: التفقيه شرح التنبيه، في الفقه، ومؤسس مدرستة الفقه  في زبيد، التي تسمى: (مدرسة جمال الدين الريمي)، عاش في القرن الثامن الهجري، خلال فترة الدولة الرسولية، عينه الملك الأشرف إسماعيل بن العباس في منصب قاضي الأقضية، وانتهت إليه رئاسة الإفتاء في اليمن، عمل في التدريس، وتفقه على يده الكثير من العلماء، منهم: إسماعيل ابن المقري.

## نبذة عنه
محمد بن عبد الله الحثيثي الريمي، من كبار فقهاء الشافعية في اليمن. نسبته إلى ناحية ريمة، كان مقدما عند الملوك. وتولى قضاء الأقضية في زبيد، أيام الملك الأشرف إسماعيل. وتوفي وهو قاض بها.
ذكره الحافظ ابن حجر، فقال: «وتفقه على جماعة من مشايخ اليمن وسمع الحديث من الفقيه إبراهيم بن عمر العلوي، وكثرت طلبته ببلاد اليمن واشتهر ذكره وبعد صيته».

### مؤلفاته
- التفقيه في شرح التنبيه أربعة وعشرون مجلداُ.
- بغية الناسك في المناسك
- المعاني البديعة في معرفة اختلاف أهل الشريعة.[3]

### ثناء العلماء عليه
قال ابن العماد: اشتغل بالعلم وتقدم في الفقه فكانت إليه الرحلة في زمانه.
وقال الحافظ ابن حجر: اشتغل بالعلم وتقدم في الفقه فكانت إليه الرحلة في زمانه، وكأن ابن العماد نقل هذه الجملة عن الحافظ ابن حجر.

### توليه القضاء
قال الحافظ ابن حجر: ولي قضاء الأقضية بزبيد دهرًا من ذي الحجة سنة تسع وثمانين إلى أن توفى سنة 792 هـ الموافق لـعام 1390م.
تولى قضاء الأقضية بعده مجد الدين الفيروزآبادي بعد قدومه من الهند، فاستقبله الملك الأشرف إسماعيل، ثم عينه بعد ذلك، واستمر في المنصب، وهاجر بعدها للحج ومكث بمكة ثم عاد إلى زبيد، واستقر حتى توفي ودفن بها سنة: (817هـ).